# Riki (časopis)
Riki byl slovenský časopis o počítačových hrách. Byl vydáván v letech 1994 až 1999. Prodávala se verze bez nebo s datovým médiem, to neslo demoverze programů a další software. Nejprve šlo o 3,5" disketu, později o CD. Časopis byl zaměřený na platformy PC a Amiga.